# Hydatophylax argus
Hydatophylax argus är en nattsländeart som först beskrevs av Harris 1869.  Hydatophylax argus ingår i släktet Hydatophylax och familjen husmasknattsländor. Inga underarter finns listade i Catalogue of Life.